# منطقه دونگ
منطقه دونگ (به لاتین: Dong District) یک منطقهٔ مسکونی در کره جنوبی است که در بوسان واقع شده‌است. منطقه دونگ ۹٫۷۷ کیلومتر مربع مساحت و ۱۰۹٬۸۷۹ نفر جمعیت دارد.